# Pisaboa mapiri
Pisaboa mapiri är en spindelart som beskrevs av Huber 2000. Pisaboa mapiri ingår i släktet Pisaboa och familjen dallerspindlar.
Artens utbredningsområde är Bolivia. Inga underarter finns listade i Catalogue of Life.